# オランダフェスティバル・ダッハらんど'89大阪
オランダフェスティバル・ダッハらんど’89大阪（ - おおさか）は、1989年（平成元年）に大阪府堺市で開催された地方博覧会。

## 概要
- テーマ - 「ときめく・ひと・とき 国際交流新時代」
- 名称 - 日蘭修好380周年記念事業
- 開催期間 - 1989年3月19日～5月21日 64日間
- 会場 - 大阪府堺市大仙公園
- マスコットキャラクター - ダッハちゃん
- 主催 - 「オランダフェスティバル’89大阪」実行委員会
- 構成団体 - 大阪府 大阪市 堺市 財団法人大阪21世紀協会 関西日蘭協会 経済団体 文化団体 学術教育団体、機関 その他趣旨に賛同する団体、機関

## 入場料
|        | 一般   | シルバー（65歳以上）中・高校生 | 幼児（4歳以上）小学生 |
| ------ | ------ | ------------------------------ | --------------------- |
| 前売券 | 1000円 | 700円                          | 400円                 |
| 当日券 | 1400円 | 1000円                         | 600円                 |

## 各ゾーンとパビリオン
未来ゾーン
- デ・リーフデ号のエントランスホールと2棟のテント型パビリオン、それとエアドームのオランダ観光館からなる。

未来帆船デ・リーフデ（愛）号
- 「デ・リーフデ号」の実物の3分の2のモデルのゲート。
- その中ではマルチスライドシステムによる3分間のテーマ映像を上映。「愛」「海と大地」「空・未来へ」の3つの構成になっている。

ダッハ・コミュニケーションスクエア（DCスクエア）
- 協力団体：KDD、NTT、（株）NHKきんきメディアプラン（以上日本側）PTTテレコミュニケーション、シネビデオグループ、KLMオランダ航空（以上オランダ側）
- 最新通信技術を使い、リアルタイムで会場とオランダを結ぶコミュニケーションを展開する。
- イベントとして、「TV衛星中継」（3/19）、「TV会議システム」（3/18、4/2、4/23、5/5）、「インパイト64総合システム」（会期中の64日間。アムステルダム市のライツプレーン広場に定点カメラを据えて、様々なイベントを行う）の3つのプログラムがある。
- また、取材班をオランダへ派遣して撮影したVTR「オランダの素顔」の放映や、現地にダッハ特派員を派遣してオランダからのメッセージを直送する。

ビジュアル国際通信体験コーナー
- 出展：国際電信電話株式会社（KDD）
- 「インパイト64電話システム」や「CP-2000システム」など、KDDの最新ビジュアル通信機器による通信体験。
- その他に、ワールドタイムスタンプ、パラボラ模型、クレジットカードコール専用電話機などを展示。

エフテリング＆フェニックス
- テーマ：サイエンス・ファンタジーの森
- 「エフテリング」はオランダにあるファンタジーとメルヘンの大遊園地。紙を食べる「ペーパーコブラ」や、「マッシュルームの家」「お菓子の家」「白雪姫」などがある。
- 「フェニックス」は、第二次世界大戦で打撃を受けて不死鳥のように甦った堺市を象徴している。このコーナーでは「パイプの森」と称して、「つかめない物体」「エコーチューブ」「マジックハウス」などのサイエンスの遊びを提供する。

わくわくパーク
- 出展：大阪ガス株式会社
- 「リトルファミリーのファンタジーステージ」では、お風呂でのエンジョイメニューや、最新バスプランをビデオで紹介
- その他に、「不思木の国」「シャワーサーキット」「ボールバス」「シャワーツリー」などの展示物や遊具などがある。

日蘭友好おもしろ体験プラザ
- 出展：松下電器産業株式会社
- 「オランダものしりQ&Aコーナー」は、光動画ディスクファイルやタッチパネル、PCをつかったクイズを行う。
- 「S-VHS生撮りコーナー」「オランダ紹介マルチディスプレイ」「最新AV機器コーナー」「松下電器とオランダ友好の歩み・パネル展示」など。

エレクトリック・チューブ200
- 出展：関西電力株式会社
- 「Aゾーン」では、不思議なチューブの中で「近未来の電化ライフ」を様々なメカや演出で体験紹介する。「フラッシュミラー」「放電の空」「飛び出すエイリアン」「サウンドグローブ」「スタコラサウルス」「メカテラドン」など。
- 「Bゾーン」では、200V機器の実物を展示し、実演やクイズなどを行う。「キッチンゾーン」「バスライフゾーン」「アメニティゾーン」など。

パソコンランド
- 出展：富士通株式会社
- 富士通のパソコンで様々なゲームを楽しめるコーナーや、衛星放送実演コーナーなど。

3Dファンタジーバルーン・NTTコミュニケーションシアター
- 出展：日本電信電話株式会社 大阪南支社
- 3D映像で、堺市とオランダ、日蘭友好の様子の紹介や、海外の動物たちを中心としたふれあいの世界を上映。

オランダはいま……（オランダ企業出展）
- 出展：シェルグループ、アクゾ社、ネドロイド社、フォッカー社
- オランダの企業4社による、オランダの最新テクノ技術の紹介。

オランダ観光館・オランダは呼んでるゾ～ン
- 出展：KLMオランダ航空、オランダ政府観光局
- 濃いブルーのジャンボ旅客機をイメージしたエアドームパビリオン。
- 「HOLLAND CALLING」では、アビオスコープによる3面マルチ映像で、オランダの魅力スポットなどのプロモーション映像を上映。
- 「HOLLAND TRAVELAND」では、オランダの5エリアをはじめ、アムステルダム・アムステルダム・スキポール空港やユトレヒト市、PTTテレコム・ネザーランドを紹介する。

現在ゾーン
オランダEVD（貿易庁）パビリオン
- 出展：オランダ経済省貿易庁
- オランダの代表メーカーによる、家具、カーペット、照明器具などの洗練されたインテリアデザインの展示紹介。

ロッテルダム館
- 出展：ロッテルダム市
- パビリオンの外観は、ロッテルダム市にある「歴史博物館（スキーランドハウス）」を再現している。
- 世界中のハーブを集めた高さ4.5mのハーブケースを中心に、「ロッテルダムの昨日・今日・明日」を伝える映像・パネル展示、伝統のピュータ―（錫）職人によるアクセサリーやスプーンなどの錫加工の実演と即売の店、船舶小道具の店、17世紀の帆船をバックに記念撮影ができる「リーフデ写真館」などがある。

HOLLAND VILLAGE
- 出展：農水省、オランダ大使館農務部
- 「オランダ・ビレッジ」をそのまま会場にセッティング。広場中央に名物の風車とイベントステージを配置し、その周りにオランダの建物をイメージした14軒のオランダショップを出店している。
- チーズやビール、チューリップやハム、チョコレートなどのお店のほか、木靴職人の制作実演などの催しもある。
- イベントステージでは、「オランダパフォーマンス」を開催し、オランダから来た4組の大道芸人がパフォーマンスを繰り広げる。

ハイネケンカフェ・PIPER（ピパー）
- 出展：ハイネケン ジャパンKK
- アムステルダム市に実在するカフェ「PIPER」をそのまま再現。本物の樽出しハイネケンビールが楽しめる。約40席。

VAN MOPPES ダイヤモンドショップ
- 出展：ファン・モッペスダイヤモンド
- オランダのダイヤモンド研磨師、彫金師による伝統技の実演・販売。

実行委員会直営ショップ「ネーデルランド」
- オランダのチーズ、キャンディー、酒、デルフト陶器、民芸品などの直輸入名産品を販売。ダッハちゃんのキャラクターグッズなども販売。

過去ゾーン
- 現在の堺市博物館で日蘭交流史展が行われた。

日蘭修好380周年記念特別展・波涛万里を越えて――交流の歩み――
- デ・リーフデ号の大型模型を中心に、大航海時代の世界地図や、日蘭交流の足跡を語る医学、地理、天文、産業、絵画などを展示紹介。
- 構成内容：「西洋との出会い」「蘭学物はじめ」「開けゆく日本」「日本再発見」
- ギャラリーでは、レンブラントやゴッホなど、オランダ・ハーグ市立博物館に所蔵されているブレディウス・コレクションの中から、50点の絵画を展示。

イベントゾーン
風車のステージ
- 花の音楽隊……堺市内の学校による15の吹奏楽バンド（3/19～31）、金管バンド（4/1～5/21）
- ダッハちゃん劇場……ぬいぐるみショーを上演。「みんな友だち」（3/19～4/5）、「ピノキオの交通安全教室」（4/6～15）、「ヘンゼルとグレーテル」（4/16～30）、「森の音楽隊」（5/1～21）
- ダッハランド写真コンクール

花の展開・春は踊る
風車の花壇
- オランダのシンボルである風車を草花で飾り、その周りにチューリップの花畑がある。

トピアリー「動物家族」
- つる性植物をゾウやダチョウなど40種類の動物の形に作り育てる「トピアリー」を展示。

コニファーのガーデン
- 「コニファー」とはオランダで品種改良された色彩豊かな、背の低い常緑針葉樹。そのコニファーによる立体花壇。

オランダチューリップの園
- オランダのチューリップ31品種3万球が飾られる。

テーマ花壇「日蘭交流」
- 日蘭両国の国旗からイメージしたデザインによる立体花壇。

友情のチューリップ・ロード
- 公園中央を走るプロムナード。富山県から贈られた同県産のチューリップ1万球が飾られる。

## 参考資料
- オランダフェスティバル・ダッハらんど’89大阪公式ガイドブック（「オランダフェスティバル’89大阪」実行委員会)
- オランダフェスティバル・ダッハらんど’89大阪パンフレット各種